# Fritz von der Lancken
Fritz von der Lancken (1890-1944) fue un alto oficial alemán de la Segunda Guerra Mundial. Implicado en el atentado del 20 de julio de 1944 contra Hitler, fue ejecutado.

## Biografía
Miembro de la pequeña nobleza pomerana, Fritz von der Lancken nació en Thionville, en la Lorena anexada, el 21 de junio de 1890. Thionville era entonces un bullicioso bastión del Reich alemán. Fritz von der Lancken participó en la Primera Guerra Mundial. Vuelto a la vida civil, dirigió un internado para hijos de buena familia en Potsdam. Oficial en la reserva en la víspera de la Segunda Guerra Mundial, fue llamado a filas en 1939.
El teniente-coronel von der Lancken fue asignado al Oberkommando des Heeres, el Alto Comandamiento del ejército de tierra alemán, al servicio del general Friedrich Olbricht. En los años 1943 y 1944, como jefe de gabinete, von der Lancken trabaja con Claus von Stauffenberg. La villa de los esposos Lancken en Potsdam sirve entonces como lugar habitual de reuniones de los conspiradores del 20 de julio de 1944, sirviendo incluso de escondite temporal de los explosivos del atentado. El día del atentado, trabaja en el Bendlerblock, en Berlín.
Después del fallido intento de golpe de Estado, Fritz von der Lancken es inmediatamente arrestado. El 29 de septiembre de 1944 es condenado a la pena de muerte por un jurado popular (Volksgerichtshof). El mismo día es ejecutado en Berlín-Plötzensee.